# Садкув (Мазовецьке воєводство)
Садкув (пол. Sadków) — село в Польщі, у гміні Єдльня-Летнісько Радомського повіту Мазовецького воєводства.
Населення — 893 особи (2011).

## Демографія
Демографічна структура станом на 31 березня 2011 року:
|          | Загалом | Допрацездатний вік | Працездатний вік | Постпрацездатний вік |
| -------- | ------- | ------------------ | ---------------- | -------------------- |
| Чоловіки | 443     | 92                 | 314              | 37                   |
| Жінки    | 450     | 111                | 269              | 70                   |
| Разом    | 893     | 203                | 583              | 107                  |